# Croton sellowii
Croton sellowii är en törelväxtart som beskrevs av Henri Ernest Baillon. Croton sellowii ingår i släktet Croton och familjen törelväxter. Inga underarter finns listade i Catalogue of Life.